# Fanagoriskoye
Fanagoriskoye (del ruso: Фанагорийское) es un seló del ókrug urbano de Goriachi Kliuch del krai de Krasnodar, en las estribaciones noroccidentales del Cáucaso, en Rusia. Está situado en la desembocadura del río Chepsi en el Psékups, afluente del Kubán, 12 km al sur de Goriachi Kliuch y 59 km al sur de Krasnodar. Tenía 515 habitantes en 2010.
Pertenece al municipio Bezymiannoye.

## Historia
La localidad fue fundada no más tarde de 1881. Recibió la inmigración de griegos pónticos que emigraron por las persecuciones en el Imperio otomano.

## Lugares de interés
Junto a Fanagoriskoye se halla el monte Fonar (277.7 m), en cuyas vertientes se encuentra la cueva Bolshaya Fanagoriskaya, de interés espeleológico.

## Economía y transporte
La principal actividad económica de la población es el turismo.
Por la localidad pasa el ferrocarril Krasnodar-Tuapsé, en el que 2 km al norte de la población se halla la plataforma ferroviaria Fanagoriskaya.